# Schwanniomyces capriottii
Schwanniomyces capriottii är en svampart som beskrevs av M. Suzuki & Kurtzman 2010. Schwanniomyces capriottii ingår i släktet Schwanniomyces, ordningen Saccharomycetales, klassen Saccharomycetes, divisionen sporsäcksvampar och riket svampar.   Inga underarter finns listade i Catalogue of Life.